# جشنواره مورگن‌لاند

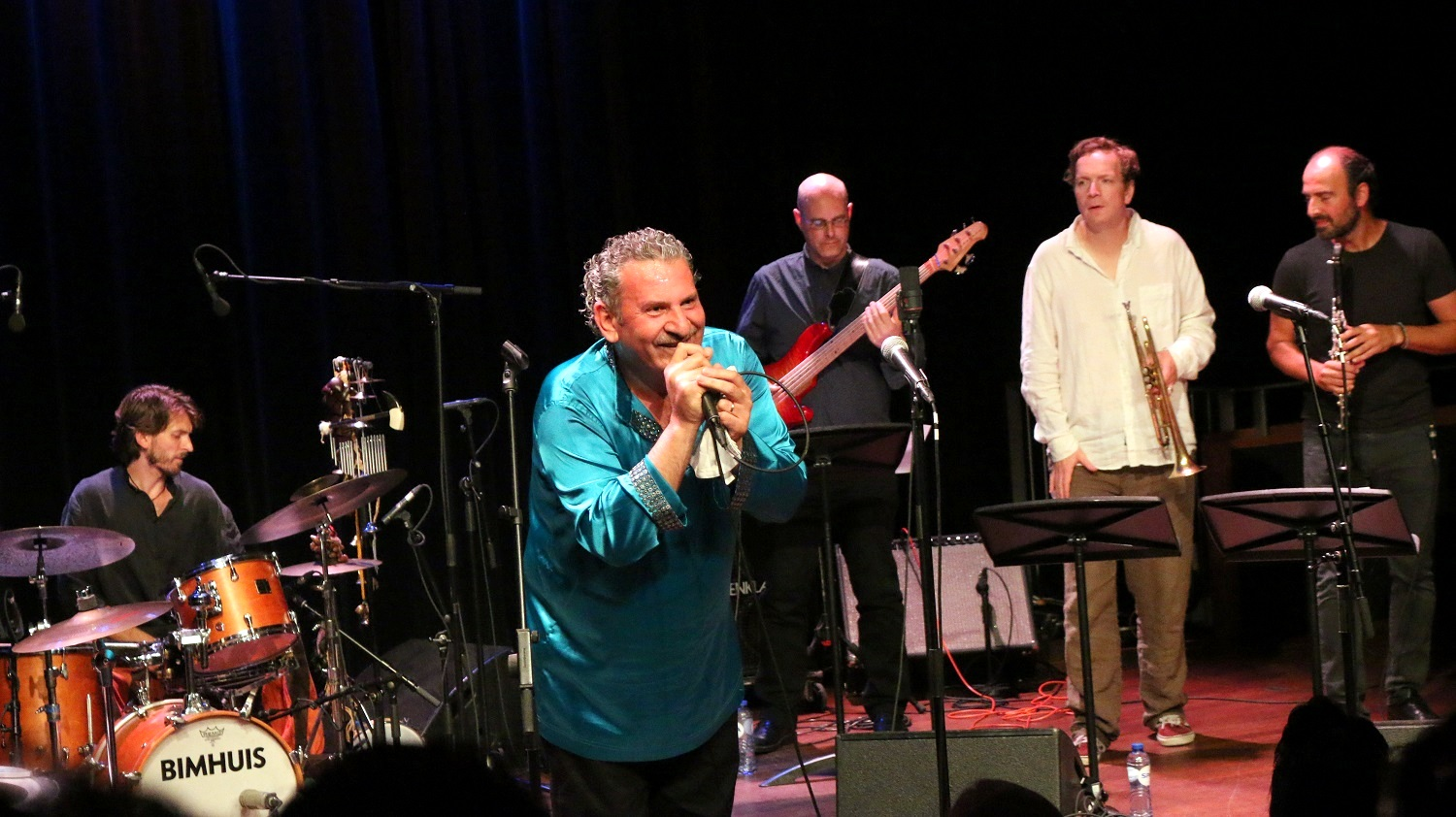
ابراهیم کیفو، خواننده کرد سوری در جشنواره مورگن‌لند

جشنواره مورگن‌لاند (به آلمانی: Morgenland Festival) یک جشنواره موسیقی در آلمان است که برای شناساندن هنرمندان کشورهای شرقی فعالیت دارد. مقر اصلی این جشنواره در شهر اسنابروک (Osnabrück) است ولی جشنواره از سال ۲۰۱۴ بخشی از برنامه‌های خود را در کشور همسایه، هلند هم برگزار می‌کند.
مورگن‌لاند در زبان آلمانی به معنای خاور (شرق) است. هنرمندان بسیاری از کشورهای شرقی در این جشنواره شرکت داشته‌اند. از ایران هنرمندانی مانند کیهان کلهر و محمد معتمدی برای اجرای برنامه به آلمان و هلند دعوت شده‌اند
مایکل درایر، مدیر هنری این جشنواره است که به ایران نیز سفر کرده است. ارکستر سمفونیک تهران در سال ۲۰۰۶ در این جشنواره برنامه اجرا کرد. پیش از اجرا، سفیر جمهوری اسلامی در آلمان نیز در برنامه سخنرانی کرد.